# Trifolium uniflorum
Trèfle à une fleur, Trèfle de Savi
Espèce
Le Trèfle à une fleur ou Trèfle de Savi (Trifolium uniflorum) est une espèce de plantes de la famille des Fabacées.